# Banganga
Banganga (nep. वाणगंगा) – gaun wikas samiti w zachodniej części Nepalu w strefie Lumbini w dystrykcie Kapilvastu. Według nepalskiego spisu powszechnego z 2001 roku liczył on 1942 gospodarstw domowych i 10 690 mieszkańców (5438 kobiet i 5252 mężczyzn).